# Martial Leiter
Pour les articles homonymes, voir Leiter.
Martial Leiter, né le 14 avril 1952 à Fleurier (canton de Neuchâtel) est un illustrateur et dessinateur de presse suisse.

## Biographie
Après l'école obligatoire, il suit une formation de dessinateur en machines à Couvet, École de mécanique et électricité - EMEC, métier qu'il ne pratiquera que six mois. Il participe alors à de nombreux fanzines de ses amis (La Pomme de Rolf Kesselring à Yverdon, en particulier). Peu à peu, ses dessins en noir et blanc, généralement sombres et sans texte, sont demandés par les principaux journaux suisses et parisiens (Le Monde diplomatique, Le Monde, Le Temps, Le Courrier de Genève, Die Zeit, le Tages-Anzeiger, la Frankfurter Allgemeine Zeitung).
En 1978 ainsi qu'en 1981, 1982, 1984, 1989, 1991, 1995, 2000 et 2014 il expose à la Galerie 2016 d'Hauterive à Neuchâtel.
En 1996, après avoir reçu commande de l'illustration de couverture du roman Jorge de Guy Poitry, il réalise une série de rameurs.
En 2003, Martial Leiter collabore à la revue d'art TROU avec un travail sur les désastres des guerres ; pour l'édition de tête (100 exemplaires numérotés et signés) il a créé une estampe. De juin 2004 à mars 2005, ses 300 épouvantails hantaient en pleine nature à Cernier. 
L'artiste française Mylène Farmer s'inspire de cette œuvre pour la vidéo de Fuck Them All, réalisée par le réalisateur catalan Agustí Villaronga (1953-2023) en 2004.
En 2009 et 2010 se tient l'exposition Guerre(s) à Neuchâtel (Musée d'Art et d'histoire de Neuchâtel et Centre Dürrenmatt) qui traite de la thématique de la destruction et des violences, rétrospective de ses chroniques dessinées des guerres modernes (Vietnam, Balkans, guerres du Golfe, etc) dans la presse depuis plus de 30 ans.
En septembre 2015, la Fondation vaudoise pour la culture lui remet le prix du rayonnement.

## Expositions personnelles
- 2018 Espace Nicolas Schilling et Galerie, Neuchâtel
- 2014 Galerie 2016, Hauterive

## Œuvres
- Wanted.- Yverdon (Suisse) : éditions Egraz, 1973
- Who's Who.- Porrentruy (Suisse) : éditions Pré-Carré, 1976.
- Dessins de presse 1976-1980. Yverdon (Suisse) : éditions Kesselring, 1980.
- Figures séquestrées / avec René Zahnd ; Texte : Françoise Jaunin.- Lausanne (Suisse) : Éditions Clin d’œil, 1981.
- XXI captifs.- Suite de 21 lithographies.- Langenthal : Richi Steffen, 1981 ;
- Parodies.- [Suite de 50 sérigraphies].- Yverdon (Suisse) : éditions du Carabe, 1983.
- Klärstriche.- Vorwort : Niklaus Meienberg. Zürich (Suisse) : Limmat Verlag Genossenschaft, 1984 ;
- En trois actes.- [Suite de 3 pointes sèches].- Hauterive (Suisse) : Galerie 2016, 1984 ;
- Rapt.- [Suite de 3 sérigraphies originales].- Echandens (Suisse) : éditions du Carabe, 1986.
- Du monde moderne : dessins.- Lausanne (Suisse) : éditions d'en bas, 1989.-  (ISBN 9782829001116)
- Démocratie suisse & Cie / Texte : Rolf Kesselring.- Yverdon (Suisse) : éditions Kesselring, 1989.
- Une autre planète / Postface : Dominique Vollichard.- Lausanne (Suisse) : Éditions d'en bas, 1993.-  (ISBN 9782829001543)
- Guerre(s): exposition / dessins Martial Leiter ; Textes de Françoise Jaunin, Walter Tschopp, Duc-Hanh Luong, Brigitte Ziegler ; sous la direction de Michel Froidevaux. - Lausanne (Suisse): Éditions Humus, 2010. -  (ISBN 9782940127504). - (Expositions, Neuchâtel, Musée d'art et d'histoire et au Centre Dürrenmatt, 25 septembre 2009-10 janvier 2010.- Édition bilingue français-anglais.
- Tous rebelles.- Paris : Les cahiers dessinés, 2012.-  (ISBN 9791090875012)
- Les ombres éblouissantes / Textes de Philippe Garnier, Françoise Jaunin, Christophe Gallaz et Daniel de Roulet.- Paris : Les cahiers dessinés, 2015.-  (ISBN 9791090875395)

## Archives
- Fonds Martial Leiter (1972-2019).  Cote : IS 5923. BCU Lausanne (présentation en ligne).